# Tranebergs IF
Tranebergs IF, Tranan, är en idrottsförening i stadsdelen Traneberg i Stockholm Västerort. Föreningen bildades 1912 genom att några mindre föreningar från Alvik, Sandvik och Kungsholms Villastad gick samman.

## Fotboll
Fotboll spelades i föreningen från Grundandet. 1924 tog man hem Stockholms-DM säsongen 1925/1926 spelade man i Division II och under 1940-talet spelade man flera säsonger i Klass I.

## Ishockey
Ishockey togs upp på programmet 1922 och klubben fick börja spela i Klass III vilket resulterade i en andraplacering och uppflyttning till högsta serien, Klass I. Föreningen spelade efter det i högsta serien elva säsonger fram till 1951. I Svenska mästerskapet nådde klubben som bäst semifinal, vilket skedde i 1935 och 1951. Sedan dess har man inte återkommit till högsta serien. 1978 gick man samman med Karlbergs BK och 1996 gick man samman med IK Göta till Bromma Flyers, senare ändrades dock namnet till Göta Traneberg IK.
Säsonger

## Säsonger
| Säsong    | Division                 | Placering | Kval/upp-/nerflyttning                | SM                                                |
| --------- | ------------------------ | --------- | ------------------------------------- | ------------------------------------------------- |
| 1923      | Klass III                | 2         | uppflyttade                           |                                                   |
| 1924      | Klass I                  | 7         |                                       | SM: Utslagna i kvalomgången av IF S:t Erik        |
| 1925      | Klass I                  | 7         |                                       |                                                   |
| 1926      | Klass I                  | 6         |                                       |                                                   |
| 1927      | Klass I                  | 8         | nerflyttade                           |                                                   |
| 1927/1928 | Klass I                  | 5         |                                       |                                                   |
| 1928/1929 | Klass I                  | 5         | nerflyttade                           |                                                   |
| 1929/1930 | Klass II                 | 8         |                                       |                                                   |
| 1930/1931 | Klass II                 | 3         | uppflyttade                           | SM: Utslagna i kvalomgången av Hammarby           |
| 1931/1932 | Klass I                  | 1         | uppflyttade                           | SM: Utslagna i kvalomgången av Nacka              |
| 1932/1933 | Elitserien               | 7         | nerflyttade                           | SM: Utslagna i kvalomgången av Karlberg           |
| 1933/1934 | Klass I                  | 5         |                                       |                                                   |
| 1934/1935 | Klass I                  | 4         |                                       | SM: Utslagna i semifinalen av AIK                 |
| 1935/1936 | Klass I                  | 2         | uppflyttade                           | SM: Utslagna i andra omgången av AIK              |
| 1936/1937 | Svenska serien           | 6         |                                       | SM: Utslagna i andra omgången av Södertälje SK    |
| 1937/1938 | Svenska serien           | 8         | nerflyttade                           | SM: Utslagna i första omgången av IK Göta         |
| 1938/1939 | Klass I                  | 5         |                                       |                                                   |
| 1939/1940 | Klass I                  | 5         |                                       | SM: Utslagna i andra omgången av Södertälje IF    |
| 1940/1941 | Klass I                  | 6         |                                       | SM: Utslagna i andra kvalomgången av IK Huge      |
| 1941/1942 | Division II Centrala     | 2         |                                       |                                                   |
| 1942/1943 | Division II Östra        | 3         |                                       | SM: Utslagna i första omgången av Matteuspojkarna |
| 1943/1944 | Division II Östra        | 2         | 2:a i kvalserien, uppflyttade         | SM: Utslagna i första omgången av IK Göta         |
| 1944/1945 | Division I Norra         | 4         |                                       | SM: Utslagna i första omgången av Södertälje SK   |
| 1945/1946 | Division I Norra         | 6         | nerflyttade                           | SM: Utslagna i kvartsfinalen av Hammarby          |
| 1946/1947 | Division II Södermanland | 1         | Kval: Besegrar Gävle GIK, uppflyttade | Kval: Besegrar Gävle GIK, uppflyttade             |
| 1947/1948 | Division I Norra         | 6         | nerflyttade                           | SM: Utslagna i andra omgången av Clemensnäs       |
| 1948/1949 | Division II Södra A      | 3         |                                       |                                                   |
| 1949/1950 | Division II Östra        | 1         | uppflyttade                           | SM: Utslagna i kvalificeringen av Södertälje IF   |
| 1950/1951 | Division I Norra         | 6         | nerflyttade                           | SM: Utslagna i semifinalen av Hammarby            |

Fram till 1952 spelades SM som en separat cup, därefter spelades det som en final eller slutspel mellan lag från Division I och Traneberg deltog inte längre. Storhetstiden var över även inom seriespelet och återkom aldrig till Division I igen.
| Säsong                                | Division            | Placering | Kval             |
| ------------------------------------- | ------------------- | --------- | ---------------- |
| 1951/1952                             | Division II Östra   | 4         |                  |
| 1952/1953                             | Division II Östra   | 3         |                  |
| 1953/1954                             | Division II Östra   | 6         |                  |
| 1954–1961 spelade man i Division III. |                     |           |                  |
| 1961/1962                             | Division II Östra B | 5         |                  |
| 1962/1963                             | Division II Östra B | 2         |                  |
| 1963/1964                             | Division II Östra B | 2         |                  |
| 1964/1965                             | Division II Östra B | 2         |                  |
| 1965/1966                             | Division II Östra B | 1         | 4:a i kvalserien |
| 1966/1967                             | Division II Östra B | 1         | 4:a i kvalserien |
| 1967/1968                             | Division II Östra B | 2         |                  |
| 1968/1969                             | Division II Östra B | 2         |                  |
| 1969/1970                             | Division II Östra B | 5         |                  |
| 1970/1971                             | Division II Östra B | 4         |                  |
| 1971/1972                             | Division II Östra B | 7         |                  |
| 1972/1973                             | Division II Östra B | 11        | nerflyttade      |
| 1973/1974 spelade man i Division III. |                     |           |                  |
| 1974/1975                             | Division II Östra   | 10        | nerflyttade      |